# Val Bossa
La Val Bossa, in precedenza nota come Val Bodia, nel 1538 è concessa in feudo al nobile senatore milanese Egidio Bossi , in seguito alla vendita effettuata dal Magistrato Ordinario dello Stato di Milano a Giovanni Agostino d'Adda e dalla contro vendita in pari data da questi al Bossi. Il feudo comprendeva i paesi di Gazzada, Buguggiate, Azzate, Brunello, Daverio, Crosio della Valle, Galliate Lombardo e parte di Bodio . 
La valle è una porzione di terra confinante a nord con il Lago di Varese, a sud con i comuni di Mornago, Sumirago e Casale Litta, a ovest con la palude Brabbia e a est con la Valle dell'Olona. 
Interessanti sono le origini e le trasformazioni del nome. Alcuni vogliono far risalire l'origine del nome da Bovio-Bue, animale che è presente nello stemma dei Bossi, feudatari della valle.  
Il cambio di nome da Val Bodia a Val Bossa avvenne a seguito dell'emanazione di un decreto del governatore del Ducato di Milano del 28 settembre 1717 che concedeva tale privilegio  al marchese Fabrizio Benigno Bossi.